# Contrepèterie
Pour les articles homonymes, voir Antistrophe.
La contrepèterie ou abusivement le contrepet est un jeu de mots consistant à permuter certains phonèmes ou syllabes d'une phrase afin d'en obtenir une nouvelle, présentant souvent un sens concupiscent masqué par l'apparente innocence de la phrase initiale. Jusqu'au début du XXe siècle, les termes antistrophe et équivoque étaient également employés comme synonymes. Joël Martin se plaît à définir le contrepet comme « l'art de décaler les sons que débite notre bouche », cette définition étant elle-même une contrepèterie (« L'art de dessaler les cons que débouche notre bite »).
L'usage veut qu'on ne donne jamais la solution d'une contrepèterie, chacun devant la trouver lui-même. On dit qu'il faut être trois pour apprécier une contrepèterie : celui qui l'énonce, celui qui la comprend, et celui qui ne la comprend pas.
Le journal Le Canard enchaîné est célèbre pour sa sélection hebdomadaire de contrepèteries dans la rubrique intitulée Sur l'Album de la Comtesse. Créée par Yvan Audouard en 1951, elle fut notamment reprise par Henri Monier en 1955, puis par Luc Étienne en 1957 et enfin par Joël Martin en 1984.

## Définition
Afin de distinguer la contrepèterie d'autres jeux sur les mots, tels que l'anagramme, on en restreint généralement la définition aux permutations de sons obtenues par produit de transpositions à supports disjoints[réf. souhaitée].
Notons bien que c'est le son et non l'orthographe qui compte, et cette correspondance phonétique doit être stricte. Ainsi, la confusion entre les phonèmes /ʒ/ et /g/ rend douteuse la phrase « ne pas connaître d'orgie sous un tel marasme » (Ne pas connaître d'orgasme sous un tel mari). De même, des cas tels que « J'ai une engelure qui m'empêche de fuir ! » restent exceptionnels. Et l'on ne saurait admettre « Le ministre des finances trouve toutes les baisses faisables », épinglée (mais publiée) par Le Canard enchaîné, ni une autre qui lui a échappé : « On voyait la ribaude de la tente aux festons » puisque « teston » en ancien français n'a jamais été confondu avec « téton ».

## Étymologie
Le terme « contrepèterie » dérive du verbe « contrepéter » signifiant « équivoquer » (XVe siècle) puis par la suite « imiter », « contrefaire » (XVIe siècle). La première référence à ce mot remonte en 1572 à Étienne Tabourot, d'après qui certains « bons compagnons » employaient ce terme, contrairement aux « Courtisans » qui lui préféraient jusque-là ceux d'équivoque et d'antistrophe.
Joël Martin indique que Rabelais usait du verbe contre-petter, quand le substantif correspondant n'existait pas encore. Avant de se fixer au XXe siècle, des orthographes telles que contrepéterie, contrepetteries ou contre-petteries pouvaient se rencontrer.
Quant au terme contrepet, il fut forgé par Luc Étienne pour désigner l'art de résoudre et d'inventer des contrepèteries, ainsi le contrepet est à la contrepèterie ce que la littérature est au livre. On retrouve notamment ce mot en 1957 dans le titre de l'ouvrage de référence en la matière : L'art du contrepet ; il est entré depuis dans le dictionnaire. Par abus de langage, le mot contrepet est parfois synonyme de contrepèterie.

## Historique

### XVIesiècle
Les plus anciennes traces de contrepèteries sont attestées chez François Rabelais. Les deux premiers exemples connus du genre apparaissent en effet en 1532 dans Pantagruel : la célèbre « folle à la messe » (molle à la fesse), ainsi que l'équivoque sur « À Beaumont-le-Vicomte » (à beau con le vit monte).
Quarante ans plus tard, en 1572, le Dijonnais Étienne Tabourot, alias Seigneur des Accords, publie les Bigarrures, premier ouvrage comportant un article traitant exclusivement du sujet. On y retrouve la première référence au terme « contrepéterie », jusque-là désignée par les appellations « antistrophe » ou « équivoque ».

### XXesiècle
On ne retrouve plus de trace écrite évoquant le contrepet pendant plusieurs siècles jusqu'à la parution confidentielle du Trésor des équivoques, antistrophes et contrepéteries de Jacques Oncial en 1909, premier traité lui étant intégralement consacré. Citons également la publication en 1924 de T.S.V.P., recueil de plaisanteries relevées par J.-W. Bienstock et Curnonsky dont l'édition hors commerce comporte un chapitre supplémentaire intitulé « Le Petit Jeu badin des contrepetteries », recensant quelques dizaines de contrepèteries.
La contrepèterie peut aussi être un moyen dissimulé pour faire publier un ouvrage interdit par la censure comme ç'a été le cas pour l'œuvre des Couilles enragées de Benjamin Péret, écrite en 1928, saisie par la police, puis publiée sous le nom contrepété des Rouilles encagées en 1954.
C'est en 1934 que paraît un des piliers de la littérature contrapétique : La Redoute des contrepèteries. Louis Perceau y a compilé et trié des centaines de contrepèteries succulentes issues de la tradition orale ainsi que de sa propre composition. C'est dans cet ouvrage que l'on peut retrouver nombre de classiques tels que « Les nouilles cuisent au jus de canne », qui ouvre le bal en fanfare. En 1951, l'hebdomadaire Le Canard enchaîné contribue activement à la popularité de la contrepèterie grâce à Yvan Audouard qui y crée la première — et à ce jour[Quand ?] unique — plaisante rubrique lui étant spécifiquement consacrée : Sur l'Album de la Comtesse.
Il fallut attendre 1957 pour voir paraître la seconde œuvre majeure du genre : L'art du contrepet de Luc Étienne, affublée du sous-titre « Petit Traité à l'usage des Amateurs pour résoudre les Contrepèteries proposées et en inventer de nouvelles ». En plus d'introduire le terme de contrepet, cet ouvrage lui donnera réellement ses lettres de noblesse en proposant une étude méthodique et pertinente, outre quelques centaines d'exemples inédits. Cette publication valut aussitôt à son auteur la reconnaissance de ses pairs, concrétisée par son intronisation immédiate comme « Comtesse du Canard » jusqu'à son décès en 1984.
Depuis les années 1970 nombre d'auteurs sont venus enrichir cette littérature. Citons notamment le dessinateur Jean Pouzet ou encore Jacques Antel, fidèle bras droit de la Comtesse. À la mort de Luc Étienne, la relève est alors assurée (et encore à ce jour[Quand ?]) par un autre de ses disciples : Joël Martin. Stakhanoviste du contrepet — auteur de dizaines de milliers —, il fit entrer cet art dans l'ère industrielle en doublant, puis triplant, voire quadruplant la production hebdomadaire de la Comtesse et en publiant dix-sept ouvrages (deux autres sont en préparation) comportant, pour la plupart, plusieurs milliers d'inédits.

### XXIesiècle
La contrepèterie subsiste dans la culture populaire, au côté des autres jeux de mots.
Des contrepèteries sont attribuées au journal L'Équipe mais en réalité elles sont apocryphes car ce journal n'en publie jamais : « Tsonga a un tennis prévisible ». Certaines contrepèteries sont glissées à un collègue en réunion de travail pour détendre l'atmosphère ou tromper l'ennui : « À l'Éducation nationale, on aime bien l'équipe en place ».
Lors de la canicule de juillet 2025 en France, BFM a titré dans un bandeau informatif « Juillet: les canicules s'emballent ? »

## La contrepèterie dans l'histoire littéraire
- François Rabelais, qu'on dit être l'inventeur du procédé, prête à Panurge dans le livre second de Pantagruel les propos suivants :

« car il disoit qu'il n'y avoit qu'une antistrophe entre femme folle à la messe, et femme molle, à la fesse. »
« Mais (dist-il) équivocquez sur À Beaumont-le-Vicomte. » / À beau con, le vit monte
- D'Estienne Tabourot (1547-1590)[7] :

« Toutes les jeunes filles doutent de leur foy. » / Toutes les jeunes filles foutent de leurs doigts.
« Goûtez-moi cette farce ! » / Foutez-moi cette garce !
« La noire me fuyt. » / La foire me nuit.
« Cette femme est une lieuse de chardons. » / Cette femme est une chieuse de lardons.
- D'Honoré de Balzac (1799-1850)[15]

« Allez pères de la foi ! » / Allez faire de la poix !
- De Victor Hugo[réf. souhaitée] :

« J'ai fait le bossu cocu, j'ai fait le beau cul cossu. » De plus, sont passés à la postérité des exemples (supposés) involontaires, tout de son cru, comme :
« Le vaincu de son cœur. » / Le vainqueur de son cul
- Benjamin Péret publie en 1928 l'ouvrage « Les rouilles encagées » / Les couilles enragées.

- Robert Desnos en écrivit un certain nombre dans la section sur Rrose Sélavy du recueil Corps et biens, souvent en en donnant la solution :

« Dans un temple en stuc de pomme le pasteur distillait le suc des psaumes. »
« Rrose Sélavy connaît bien le marchand du sel. »
- René Barjavel, dans sa nouvelle de science-fiction Béni soit l'atome, initialement publiée en 1945, contrepète sur un nom de personnage connu :

« […] et il y avait aussi le professeur Coliot-Jurie, grand spécialiste de la physique atomique, qui allait faire son cours à l'Université de New-York avant de revenir déjeuner dans son appartement du boulevard Saint-Michel. »

- De Boris Vian :

« le peintre émet des avis sur les nus »[réf. nécessaire]
« Colin […] tailla en biseau le coin de ses paupières mates. »
C'est également dans l’Écume des jours que Vian fait intervenir le philosophe Jean-Sol Partre.
- Inévitablement, l'œuvre de Frédéric Dard fourmille de contrepèteries. Citons un exemple ancien tiré de Tu vas trinquer San-Antonio, roman paru en 1958, dans lequel Bérurier exprime son dégoût pour un fromage made in the USA :

« — C'est pas du port-salut, c'est du pur-salaud ! fait l'ami Bérurier.

Ébloui par sa contrepèterie, il exulte :

— Elle est pas formide, celle-là, dis, San-A. ?

— Hors concours, Gros. »

- L'écrivain et journaliste Georges-Armand Masson fit paraître chez Stock en 1958 un recueil d'essais humoristiques, de parodies et de pastiches intitulé Chorceaux moisis. L'histoire farfelue de la genèse aux temps modernes. Cet ouvrage remporta le Prix Alphonse Allais l'année suivante.

## La contrepèterie sur Radio Londres
Le Colonel Rémy, éminente personnalité de la France libre, raconte dans son Livre du courage et de la peur que, devant choisir de telles phrases codées à lire sur Radio Londres pour avertir la Résistance, il se trouva être, avec ses amis, en possession de La Redoute des contrepèteries.
Ils eurent l'idée de se servir de ce livre. Et ils étaient en joie quand ils entendaient la charmante speakerine de la radio britannique lire avec soin, ton neutre et parfaite diction des phrases, certes au sens codé convenu, mais qui l'auraient fait rougir si elle avait su ce qu'elles pouvaient signifier en tant que contrepèteries.
Il faut dire qu'ils n'avaient pas beaucoup d'occasions de se distraire ; la contrepèterie est venue à leur aide dans ces moments difficiles. On peut également relever, pendant l'Occupation, le détournement du terme « Métropolitain » en « Pétain mollit trop » ou encore, pendant les années 1930, l'association des Croix-de-Feu du colonel de La Rocque devenue les « Froides queues » pour ses opposants. Mussolini ne fut pas oublié avec la fameuse exclamation : « Duce, tes gladiateurs circulent dans le sang ! »

## La contrepèterie dans la chanson
De nombreux textes de chansons comportent des contrepèteries, implicites ou explicites.
- On ne s'étonnera pas d'en rencontrer dans certaines chansons de Boby Lapointe, dont par exemple Mon père et ses verres (1969)[22]; ainsi :

Ma mère est habile

Mais ma bile est amère

(....)

Pour ce qui est de l'hygiène

Çà nous l'avons

Faut bien sur un bateau

L'avoir

Quand il y a de la julienne

Nous l'avalons

Père essuie ses lattes au

Bavoir
- En 1985, Gérard Jugnot commet un 45 tours intitulé Je suis miné / Le Choix dans la date[23]. Les paroles de la seconde chanson[24], figurant sur la face B, se terminent ainsi :

Maintenant que tu sais où j'habite,

Passe quand tu veux m'serrer la main.

Je te laisse le choix dans la date.

## Sur l'Album de la Comtesse
Sur l'Album de la Comtesse est une chronique hebdomadaire de contrepèteries publiée par Le Canard enchaîné depuis 1951.

## Contrepèteries historiques
On remarque que, bien souvent, les contrepèteries font allusion au sexe. Le mot vit ne survit du reste en français que dans les contrepèteries et les chansons paillardes. Joël Martin a néanmoins écrit plusieurs chapitres de contrepèteries « de salon » dans sa Bible du contrepet. D'autres circulent sur Internet, par exemple « Amène le porc ».
Ce qui suit doit rester une liste succincte attestée de quelques contrepèteries parmi les plus courantes dans l'histoire.

### Noms de rues
- Rue Duquesne
- Rue de la Paix
- Quai Branly

### Personnalités
- Pierre Arpaillange / Pierre, ange paillard
- Jean Castex / Jactant sexe
- Agnès Jaoui / Agnès a joui
- Lenni-Kim / Kenny lime / Lemmy nique
- Jean-Marie Le Pen / Jean Marais le pine
- Lucas Pouille / Pue la couille
- Pete Sampras / Pipe sans trace
- Bonnie et Clyde / Connie et Blyde[25]

### Marques et slogans
- « Mammouth écrase les prix » / Mamie écrase les prouts (par Coluche[26]).
- Eau d'orange verte / Odorante verge

### Film et télévision
- Conan le Barbare / Connard le barbant[27].

### Comptines
- Il court, il court, le furet / Il fourre, il fourre, le curé[28].

## Amis du contrepet

### Louis Perceau
Ouvrier tailleur né à Coulon (Deux-Sèvres) reconverti dans le journalisme une fois à Paris, Louis Perceau (1883-1942), dont le militantisme socialiste révolutionnaire lui valut six mois de prison, est également reconnu comme bibliographe de littérature érotique ; en témoigne notamment son travail avec Apollinaire et Fleuret entre 1914 et 1919 sur L'Enfer de la Bibliothèque Nationale.
Pour ce qui est du contrepet, Louis Perceau présenta en 1934 l'ouvrage de référence La Redoute des Contrepèteries (Éditions Briffaut), illustré par Jacques Touchet, où sont compilées, archivées, triées des centaines de contrepèteries. Probablement y sont également insérées quelques-unes de sa propre composition. À noter qu'il n'y cite pas Jacques Oncial bien qu'il en reprenne des exemples[réf. nécessaire] ; Luc Étienne évoque la possibilité que les deux hommes se soient abreuvés aux mêmes sources (celles du bonheur) tandis que Gershon Legman suppose qu'il ne s'agit que d'une seule et même personne.
Il est lui-même à l'origine de la phrase : « Avez-vous lu Perceau ? » / « Avez-vous l'air puceau ? » que les initiés se plaisent à poser.

### Luc Étienne
Professeur de sciences au lycée de Reims, régent d'Astropétique au Collège de 'Pataphysique, oulipien, Comtesse du Canard de 1957 à 1984, Luc Étienne (1908 - 1984) se fit le spécialiste de cet art, lui inventant le nom de contrepet. Il a rédigé entre autres œuvres (La méthode à Mimile, l'Art de la charade à tiroirs) un Art du contrepet qui fait encore référence aujourd'hui et qui contient des passages fort travaillés comme ce discours d'un locataire :
Elle eut peur de mon mot de guichet :

les concierges n'aiment pas être éveillées brutalement.

Je l'apaisai en la berçant doucement

mais comme elle insistait pour aspirer mon terme

je laissai travailler ma bile et me sentis détesté.

Hélas, quand je suis saoul je n'ai plus de remords :

une sorte de rage me tenait lieu de verve

et je lui fis sentir le bout de mes galoches.

Honteux, je lui offris une fine sans dépôt.

Elle dit « Après ce marc, faudrait une bonne dînette ! »

Je sentis alors l'avidité des concierges…
— Luc Étienne, L'art du contrepet, p. 101
Il donne également des conseils : de même que le charme des mots croisés réside dans le fait d'y donner des définitions non banales, il faut une fois le contrepet trouvé lui trouver une courte introduction aussi appropriée à l'innocente phrase de base qu'à sa variante sulfureuse. Ainsi, sur les mots « roussette » et « pain », l'introduction suivante, qui utilise l'homophonie entre pêcher et pécher ne fait que rendre plus savoureuse la contrepèterie :

« Mais je ne pêche pas, monsieur le curé ! J'agace les roussettes avec mes bouts de pain. »

Et sur « affale » et « bazar », quoi de plus plaisant que ces cinq mots d'introduction ?

« Épuisée par une longue queue, la pauvre femme s'affale devant le bazar. »

### Jacques Antel
Fidèle disciple de Luc Étienne, Jacques Antel est régent de la chaire de contrepet du Collège de 'Pataphysique depuis le 20 avril 2000. Il est l'auteur du classique Le tout de mon cru présentant plus de 500 contrepèteries inédites (à l'exception notable de celle constituant le titre). Sa spécialité est la chasse aux contrepèteries involontaires, comme dans ses ouvrages Titres fourrés et Ceux que la muse habite s'attaquant respectivement aux articles journalistiques et à la littérature française.

### Joël Martin
Successeur de Luc Étienne au titre de Comtesse du Canard, Joël Martin est l'auteur de nombreuses publications toutes plus « contrepétillantes » les unes que les autres, dont La bible du contrepet, Le dico de la contrepèterie ou encore un Que sais-je sur la contrepèterie.

### Philippe Harlé
Moniteur aux Glénans et architecte naval renommé, Philippe Harlé était connu dans le monde de la plaisance pour l'excellence de ses voiliers mais aussi pour son goût des contrepèteries qu'il glissait même dans les correspondances sérieuses avec les chantiers navals ou les clients de son bureau d'études. L'une d'entre elles a particulièrement fait florès : Congre Debout est , d'après les statistiques des Affaires maritimes un nom régulièrement donné à des embarcations de pêche ou de plaisance, tournant ainsi plaisamment un règlement naval indiquant que l'on ne doit pas « donner à un navire un nom attentatoire aux bonnes mœurs ou susceptible d'être confondu avec un indicatif de détresse ». Portent, ou ont porté ce nom , entre bien d'autres : un cotre des Glénans, un voilier de course type Téquila Half tonner (plan Harlé) , un semi-rigide de plongée basé en Corse  et un palangrier  basé à Cherbourg après avoir été enregistré dans les quartiers maritimes de Martigues puis de l'île d'Oléron.

### Pierre Repp
Acteur et humoriste français (1909-1986), célèbre pour son « talent de bafouilleur », Pierre Repp, a employé l'art du contrepet dans ses sketchs.

### Patrick François
Contrepéteur périgourdin, auteur de plusieurs ouvrages sur la contrepèterie : Planète Mère, Bienvenue sur Séléné; Vive le vélo!; La Poule au Mot (préface de Joël Martin); Jeux de mots et contrepets en Périgord (4 tomes dont un préfacé par Marc Lagrange); Un peu de joli son; Jeux de mots et contrepets dans la région A.POI.L (préface de Jacques Antel); Le cinéma contrepète.

## Contrepèteries étrangères
On consultera avec profit les liens inter-langues de Wikipédia… en se rendant compte que quelques-uns référencent une forme de poésie avec les lettres échangées, sans rien de piquant.

### Anglophone
Le terme « spoonerism » vient du Révérend William Archibald Spooner (1844-1930) qui en commettait souvent, volontairement ou non, dans ses sermons.
Il n'est pas aussi systématiquement grivois que l'est son homologue français. L'œuvre de Shakespeare en comporterait quelques-uns[réf. nécessaire].
« Three cheers for our dear old queen! »
« Is it customary to kiss the bride? »
« The Lord is a loving shepherd. »
« A crushing blow. »
« A well-oiled bicycle »
« You were lighting a fire in the quadrangle. »
« Is the dean busy? »
« You have missed all my history lectures. You have wasted a whole term. Please leave Oxford on the next down train. »
« Pheasant plucker »
« The difference between a girl in a church and a girl in a bath is that the first one has a soul full of hope. »
« Those girls have a cunning array of stunts. »
« I'd rather have a bottle in front of me, than a frontal lobotomy. » (correspondance phonétique non-rigoureuse)
" I sat on a shit " (a Star Wars related one)
Le film « Shoot to kill »
Les cartoons n'y échappent pas non plus : « Daffy Duck »
Ni les personnages de roman : « Harry Potter »
Ni même les plus innocents aliments : « Pop corn »
Ou encore le monde de la musique : Night in the ruts d'Aerosmith, Cunning Stunts de Caravan ou Punk in Drublic de NOFX

### Espérantophone
Quelques exemples de kontraŭknalo, ou contrepèterie en espéranto :
« Mielkuko », le « gâteau au miel » devenant « comme du mucus ».
« Plejpova nutro », la « nourriture puissante » qui devient une « putréfaction récente ».
« Labori fuŝe kaj mise », « Travailler en bâclant et en se trompant » donnant « travailler comme un poisson et comme une souris ».
« Ŝi ĉiam puŝas siajn kunludantojn ĉe la teniso », « elle pousse toujours ses partenaires au tennis », qui donne « elle touche toujours ses partenaires au pénis ».

### Germanophone
Comme l'allemand est très phonétique, les contrepèteries sont plutôt rares.
« Am Bahnhof puffen die Loks. »

### Hispanophone
« No es lo mismo tubérculo que ver tu culo ».

### Italophone
Puisqu'en italien les finales des mots sont toujours prononcées, la contrepèterie est bien plus rare qu'en français. Cependant, il y a quelques exemples, dont certains grivois :
« Costo del pane », le « coût du pain » devenant la « place du chien ».
« Mazzo di carte », le « jeu de cartes » devenant une partie anatomique du dieu Mars.

## Traductions
Le problème de la traduction d'une contrepèterie peut a priori paraître absurde, étant donné la nature essentiellement phonétique de ce jeu de mots. Néanmoins, il se pose nécessairement dans le cas de la traduction d'une œuvre littéraire comportant de telles plaisanteries. Plusieurs solutions s'offrent alors au traducteur : adapter coûte que coûte, éluder le problème, ou avouer son échec dans une note de bas de page.
- Le premier cas est représenté, par exemple, par la traduction française de la nouvelle fantastique de Theodore Sturgeon intitulée Shottle Bop[35]. Ce nom est dans le récit l'enseigne d'une mystérieuse boutique où un genre de petit lutin vend toutes sortes de flacons, fioles et bouteilles « avec des choses à l'intérieur ». Il s'agit bien évidemment d'un spoonerism pour Bottle Shop, « boutique de bouteilles ». Le traducteur, Éric Piir, a dans ce cas joué le jeu en traduisant le titre de la nouvelle par Le « Bouffon caratique »[36], où il faut bien sûr voir une « boutique Carafon ». Certes, le changement d'article (le devenant nécessairement la) est un peu dérangeant, et la syntaxe grince un peu, mais le caractère grotesque du début du récit est renforcé par l'emploi du mot bouffon dans le « sujet » (pour employer la terminologie de Luc Étienne). La continuité de sens est quant à elle assurée par le carafon faisant écho à la bottle.
- La deuxième solution (évacuer le problème en le balayant sous le tapis) a été adoptée par Mary Rosenthal dans sa traduction d'une autre nouvelle de Theodore Sturgeon, Unite and Conquer, initialement parue en 1948[37]. L'un des personnages cite un mot d'esprit de William Luther Pierce concernant Herbert George Wells, reprochant à ce dernier d'avoir « traded his birthright for a pot of message »[38]. Il s'agit d'un spoonerism pour traded his birthright for a mess of pottage, équivalent anglais de l'expression biblique « vendu son droit d'aînesse pour un plat de lentilles ». Dans la version française de la nouvelle, intitulée L'Union fait la force[39], Mary Rosenthal rend la phrase par « Wells a vendu son droit d'aînesse pour un plat de messages »[40] : si le sens général et la référence biblique demeurent, la contrepèterie est en revanche perdue.
- Le troisième cas se manifeste, entre autres, dans la version française de la nouvelle de science-fiction de Philip José Farmer Riders of the Purple Wage or the Great Gavage[41], traduite par France-Marie Watkins sous le titre Les Cavaliers du fiel ou le grand gavage[42]. Outre que le titre de la nouvelle constitue lui-même un jeu de mots explicité par l'auteur dans sa postface[43], le récit contient un spoonerism apparaissant à sa conclusion, et lui donnant tout son sens. L'intrigue assez complexe repose en partie sur le personnage de "Grand-Papa Winnegan" et de son magot de vingt milliards de dollars dissimulé dans un cercueil, au fond d'une tombe. Lors du dénouement, le cercueil explose, et une banderole apparaît, où l'on peut lire l'inscription en lettres noires : Winnegan's Fake. Il s'agit d'une contrepèterie basée sur le titre de l'ouvrage de James Joyce, Finnegans Wake, paru en 1939, et que l'on peut rendre par « la veillée funèbre des Finnegan » (mais où un jeu de mots avec wake « sillage » n'est pas exclu). À ce stade, France-Marie Watkins jette l'éponge et se limite à la note de bas de page suivante : Jeu de mots intraduisible avec « Finnegan's wake »[44]. Peut signifier « La fraude de Winnegan » ou « L'imposteur Winnegan », etc…[45]. On notera à sa décharge que, le titre de l'ouvrage de Joyce n'ayant pas d'équivalent officiel en français, il était difficile d'en proposer une contrepèterie[46].
- Cas spécial : il arrive qu'un traducteur rende un simple jeu de mots en langue étrangère par une contrepèterie en français. C'est le cas d'Henri Parisot, dans sa traduction d'Alice au pays des merveilles de Lewis Carroll[47], roman initialement paru en 1865. Dans le célèbre passage où la Fausse-Tortue énumère à Alice toutes les matières étranges qu'on lui enseignait à l'école dans la mer, il est entre autres mentionné Fainting in Coils, littéralement « s'évanouir en rouleaux », « s'évanouir en s'enroulant sur soi-même », jeu de mots sur Painting in Oils, « la peinture à l'huile ». Henri Parisot rend le calembour par une contrepèterie, Feindre à la Presque (pour Peindre à la Fresque)[48], qui va donc un peu plus loin que l'original, tout en s'écartant du sens originel.

## Solutions
1. ↑  « Three cheers for our queer old dean! ».
2. ↑  « Is it kisstomary to cuss the bride? ».
3. ↑  « The Lord is a shoving leopard. ».
4. ↑  « A blushing crow. ».
5. ↑  « A well-boiled icicle ».
6. ↑  « You were fighting a liar in the quadrangle. ».
7. ↑  « Is the bean dizzy? ».
8. ↑  « You have hissed all my mystery lectures. You have tasted a whole worm. Please leave Oxford on the next town drain. ».
9. ↑  « Pleasant fucker ».
10. ↑  « […] a hole full of soap. ».
11. ↑  « Those girls have a stunning array of cunts. ».
12. ↑  « Cool to shit ».
13. ↑  « Daddy Fuck ».
14. ↑  « Happy Rotter ».
15. ↑  « Cock'Porn (contrepèterie défectueuse) »« Cop Porn (alternative fonctionnelle) »
16. ↑  « Am Bahnhof locken die Puffs. ».

#### Ouvrages
- Jacques Oncial, Le Trésor des équivoques, antistrophes et contrepéteries : Mirifique parangon du beau et honnête langage, Gélatopolis, 1909
- Louis Perceau (ill. Jacques Touchet), La Redoute des contrepèteries, G. Briffaut, coll. « Le coffret du bibliophile illustré », 1934 (lire en ligne)
- Luc Étienne, L'Art du contrepet : Petit traité à l'usage des amateurs pour résoudre les contrepèteries proposées et en inventer de nouvelles, J.-J. Pauvert, 1957
- Luc Étienne (ill. Henri Monier), L'Album de la Comtesse : Recueil de contrepets curieux et délectables parus dans Le Canard enchaîné entre la 2e et la 3e guerre mondiale, J.-J. Pauvert, 1967
- Jacques Antel (préf. Luc Étienne), Le Tout de mon cru : 500 contrepèteries originales, Paris, J.-J. Pauvert, 1975, 183 p. (ISBN 2-87697-023-6)
- Luc Étienne, Nouvel album de la Comtesse, Paris, Stock, 1979, 305 p. (ISBN 2-234-01181-7)
- Joël Martin (préf. Yvan Audouard, ill. Cabu), Manuel de contrepet : L'art de décaler les sons, Albin Michel, 1986, 328 p. (ISBN 978-2-226-02125-0)
- Joël Martin, Sur l'Album de la Comtesse 1979-1987, Albin Michel, 1988
- Joël Martin (ill. Ferdinand Guiraud (Kiro)), Le Contrepêtisier, Presses de la Cité, 1992
- Joël Martin (ill. Rémi Legoistre), La Vie des mots (l'ami des veaux), Albin Michel, 1994
- Joël Martin (ill. Rémi Legoistre), Contrepétarades, Seuil collection Petit-point, puis Point-Virgule, 1994
- Joël Martin (ill. Rémi Legoistre), L'Art des mots (l'eau des mares), Albin Michel jeunesse, 1995
- Joël Martin, Contrepétines, Albin Michel jeunesse, 1996
- Joël Martin, Sur l'album de la ContesTe, Albin Michel, 1997
- Joël Martin, Le dico de la contrepèterie, Seuil, collection; Les Dico de Point-virgule, 1997, réédition;points 2011, 537 p. (ISBN 978-2-02-030408-5)
- Joël Martin, Des prénoms fous, fous, fous, Abin Michel, 2000
- Joël Martin, La Bible du contrepet : Une bible qui compte pour décaler les sons, Paris, R. Laffont, coll. « Bouquins », 2003, 938 p. (ISBN 2-221-09700-9)
- Joël Martin, La Contrepèterie, Paris, P.U.F., coll. « Que sais-je ? », 2005, 126 p. (ISBN 2-13-053965-3)
- Joël Martin, Le Petit Livre des contrepètries, First Éditions, 2005
- Joël Martin, Le Petit Livre des contrepètries 2, First Éditions, 2007
- Joël Martin (ill. Ferdinand Guiraud (Kiro)), Le contrepet témoin de son temps, First Éditions, 2008
- Joël Martin, Le Petit Livre des contrepètries 3, First Éditions, 2010
- Joël Martin et Marc Lagrange, Les Soupers d'un grand palace et les vins qu'il a reçus, Albin Michel, 2011, 341.p. (ISBN 978-2-226-23858-0)
- Marc Lagrange, Paroles de vin, Féret, 1999, préface de Michel Lis (le Jardinier)
- Marc Lagrange, Le Vin en fête, Féret, 2002, préface du professeur Christian Cabrol
- Marc Lagrange, Le vin et la médecine, Féret, 2004, préface du professeur Christian Cabrol
- Marc Lagrange, Le Vin et la mer, Féret, 2008, préface du professeur Yves Coppens.
- Marc Lagrange (ill. Duf), Vin et Érotisme : Balade érotique et sensuelle sur le vocabulaire bachique, Duf'Éditions, 2009 (ISBN 978-2-9541551-1-1)
- Patrice Dard, Les contrepets de San-Antonio ou L'initiation de Bérurier à la contrepèterie, Fayard, 2002  (ISBN 9782738226488); illustrations de François Boucq.
- Étienne Sloujbier, L'Intégrale des contrepèteries, City, 2012  (ISBN 978-2-35288-836-9), Hachette

#### Articles
- Denise François-Geiger, « Le Contrepet », dans La Linguistique 1966/2, PUF, Paris, p. 31-52 ; réédité dans L'Argoterie, Sorbonnargot, 1989, p. 145-168